# Bhai Nand Lal
Bhai Nand Lal (1633-1713) est un écrivain célèbre dans le sikhisme[réf. nécessaire]. Il a composé le Rahit Nama, un code de conduite, et le Tankhanama, un livre de pénitences ; ce sont ses deux œuvres majeures. Il a été un disciple très proche de Guru Gobind Singh. Il est né hindou de la caste des guerriers (khatri), une bonne naissance. Son père servait déjà l'empire moghol et lui a fait de même. Pour autant, l'âge aidant, il a quitté son poste et s'est rapproché des sikhs, et notamment leur gourou, Guru Gobind Singh. Bhai Nandal cherchait la paix et l'a trouvé dans les enseignements du gourou. Il est resté auprès de lui une trentaine d'années à vivre dans la contemplation mystique et en écrivant des poèmes sur le sikhisme. Il était un des seuls à rédiger ses écrits en persan. La tradition sikhe retient que sa dévotion est un exemple à suivre. Sur la fin de sa vie il enseignait la foi sikhe ainsi que l'arabe et le persan ; il avait même créé une école. Ses écrits ont été acceptés par les théologiens sikhs à tel point qu'ils sont récités lors des réunions religieuses que sont les diwans.